# ريان لامب
ريان لامب (بالإنجليزية: Ryan Lamb)‏ هو لاعب اتحاد الرغبي بريطاني، ولد في 18 مايو 1986 في غلوستر في المملكة المتحدة.

## وصلات خارجية
- ريان لامب على موقع دوري الرغبي الممتاز (الإنجليزية)
- ريان لامب على موقع ItsRugby.co.uk (الإنجليزية)